# Груец
Груец или Гроец (пол. Grójec)  —  город  в Польше, входит в Мазовецкое воеводство,  Груецкий повят.  Населённый пункт Груец имеет статус городско-сельской гмины. 
Занимает площадь 8,52 км². 
Население — 14 875 человек (на 2004 год).